# 茂原市立冨士見中学校
茂原市立冨士見中学校（もばらしりつ ふじみちゅうがっこう）は、千葉県茂原市にある公立中学校。2024年度の生徒数は401名、学級数は14（特別支援学級含む）。

## 沿革
- 1955年（昭和30年）
  - 4月 - 豊田中学校、二宮中学校、茂原中学校の一部学区を統合し、茂原市立冨士見中学校として開校[2]。
  - 4月7日 - 開校式を挙行[3]。
  - 4月20日 - 第一校舎を落成[4][5]。
- 1956年（昭和31年）
  - 第二校舎を落成[4]。
  - 7月23日 - 校歌を制定[6]。
- 1962年（昭和37年）10月 - 体育館兼講堂を落成[4][3]。
- 1963年（昭和38年） - 特殊学級（現：特別支援学級）を開設[7]。
- 1972年（昭和47年） - 文部省指定道徳教育全国研究発表会を開催[4]。
- 1979年（昭和54年）
  - 8月19日 - 現在地に落成した新校舎へ移転[4]。
  - 屋内体育館を落成[4]。
- 1984年（昭和59年） - 新校舎増築落成[4]。
- 1988年（昭和63年） - 校旗を作成[4]。
- 1992年（平成4年） - 武道館を落成[4]。
- 1993年（平成5年）4月1日 - 西陵中学校開校にともない、学区一部を分離[4]。
- 2004年（平成16年） - 2学期制に移行[4]。創立50周年記念式典を開催。
- 2011年（平成23年） - 西部地区中学校学校選択制開始。千葉県教育功労者学校教育団体の部受賞[4]。
- 2012年（平成24年） - 管理棟の耐震化工事を実施[4]。
- 2014年（平成26年） - 特別室棟の耐震化工事を実施[4]。
- 2019年（平成31年・令和元年） - 校舎の大規模改造工事を開始[4]。新体操服を発表。
- 2020年（令和2年）4月1日 - 西陵中学校と統合[8]。
- 2024年（令和6年） - 創立70周年記念式典を開催。新制服を発表[9]。

## 部活動

### 運動部
- 野球部
- サッカー部
- ソフトテニス部
- バレーボール部
- バスケットボール部
- 卓球部
- 剣道部
- 柔道部

### 文化部
- 吹奏楽部
- 美術部

出典：

## 学区
以下のうち、茂原、高師、鷹巣、墨田、小林は一部が対象である。
- 茂原、高師、鷹巣、墨田、小林、渋谷、腰当、北塚、長尾、大登、押日、庄吉、芦網、国府関、山崎、真名、黒戸、上茂原、箕輪、内長谷、長谷、道表、中部、茂原西、緑ヶ丘、ゆたか

出典：

## 進学前小学校
- 茂原市立豊田小学校
- 茂原市立西小学校
- 茂原市立二宮小学校

出典：

## アクセス

### バス
- 「長谷入口」停留所（小湊バス）から徒歩で約6分

## 周辺
- 木生坊隧道
- 楠木公園
- セブン-イレブン茂原押日店